# Jan Karlsson (sportiv)
Jan Karlsson (n. 8 februarie 1966, Falköping, Skaraborg⁠(d), Suedia) este un ciclist suedez, medaliat olimpic. A participat la o ediție a Jocurilor Olimpice (1988) în care a câștigat o medalie de bronz.

## Participări
Lista de mai jos prezintă principalele competiții la care a participat Jan Karlsson de-a lungul carierei.
- cycling at the 1988 Summer Olympics – men's team time trial[*]